# Reveal (R.E.M.)
Reveal är ett musikalbum av den amerikanska rockgruppen R.E.M., utgivet i maj 2001.
Förstasingeln "Imitation of Life" blev en hit bland annat i Storbritannien och Japan. Även "All the Way to Reno (You're Gonna Be a Star)" och "I'll Take the Rain" släpptes som singlar. Albumet blev listetta i Storbritannien och nådde en sjätteplats i USA.

## Låtlista
Samtliga låtar skrivna av Peter Buck, Mike Mills och Michael Stipe.
1. "The Lifting" - 4:39
2. "I've Been High" - 3:26
3. "All the Way to Reno (You're Gonna Be a Star)" - 4:43
4. "She Just Wants to Be" - 5:22
5. "Disappear" - 4:10
6. "Saturn Return" - 4:54
7. "Beat a Drum" - 4:20
8. "Imitation of Life" - 3:56
9. "Summer Turns to High" - 3:31
10. "Chorus and the Ring" - 4:31
11. "I'll Take the Rain" - 5:51
12. "Beachball" - 4:13